# Mats Hummels
Mats Julian Hummels (* 16. prosince 1988, Bergisch Gladbach, Západní Německo) je bývalý německý fotbalový obránce a reprezentant. Hrál na pozici středního obránce neboli stopera, ale mohl rovněž nastoupit jako defenzivní záložník.
Profesionální kariéru zahájil v Bayernu Mnichov, v jehož akademii hrál od dětského věku. Mezi světové obránce se zařadil až při svém působení v Borussii Dortmund, s níž vyhrál v po sobě jdoucích sezónách 2010/11 a 2011/12 mistrovský titul. V roce 2013 byl poraženým finalistou v Lize mistrů UEFA. Mezi roky 2016 až 2019 znovu působil v Bayernu a vyhrál zde další tři tituly. Následně se vrátil do Borussie a před skončením kariéry v roce 2025 si ještě rok zahrál v italském klubu AS Řím.
Německou reprezentaci dvakrát reprezentoval na Mistrovství světa, a to v letech 2014 (to Německo triumfovalo) a 2018. Třikrát reprezentoval na Mistrovství Evropy, a to v letech 2012, 2016 a 2020, kde Německo v prvních dvou případech prohrálo semifinále.

## Klubová kariéra

### Bayern Mnichov

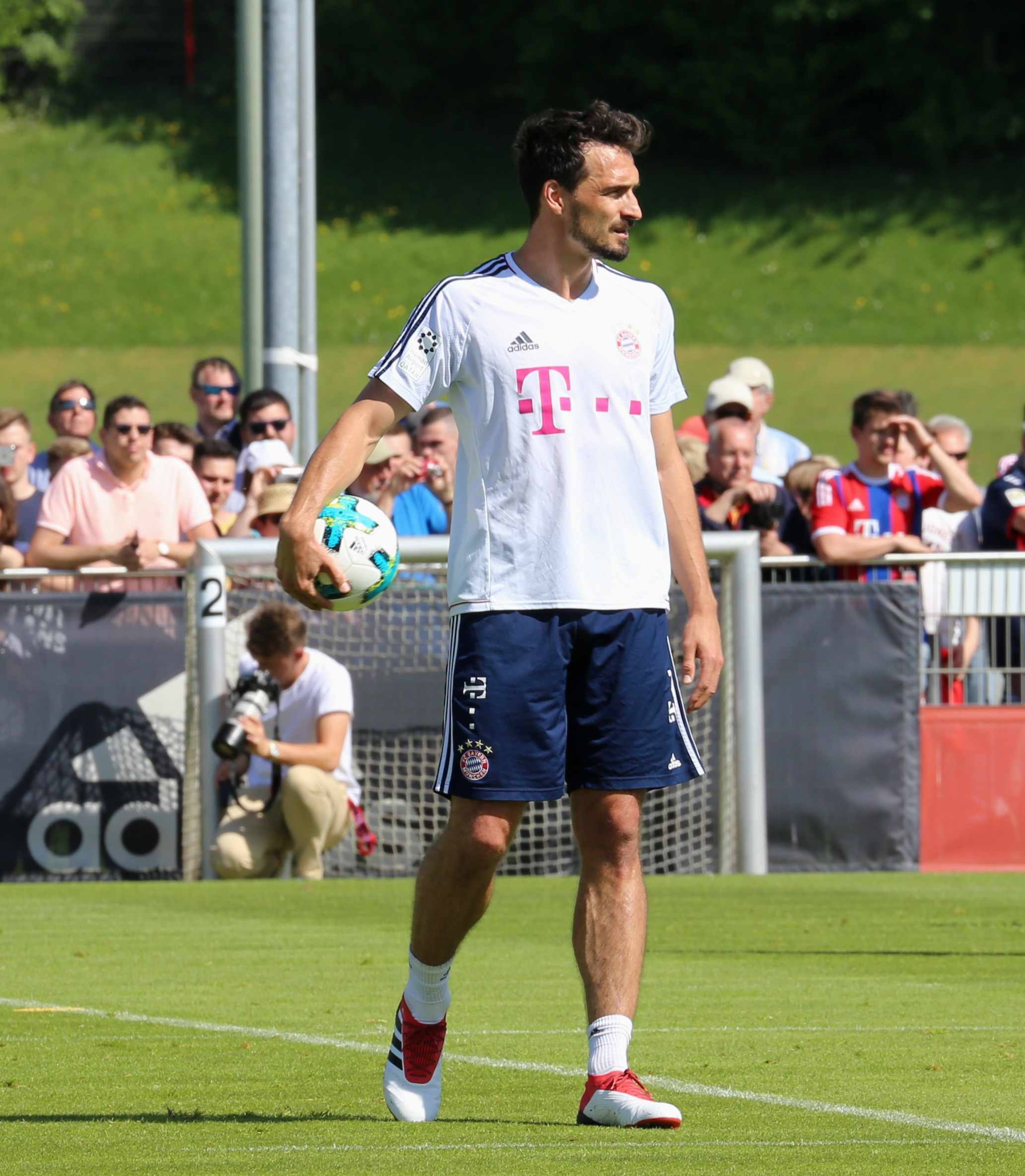
Na tréninku Bayernu Mnichov (8. května 2018)

Svou profesionální kariéru nastartoval v Bayernu Mnichov, za jehož A-tým však odehrál jediný zápas – 19. května 2007 debutoval v Bundeslize pod trenérem Ottmarem Hitzfeldem. Jinak strávil zbytek času v rezervním mnichovském týmu.

### Borussia Dortmund
Na začátku roku 2008 se přesunul do Borussie Dortmund, zatím jen na hostování, a vytvořil stoperskou dvojici s Nevenem Subotićem. O rok později do Dortmundu přestoupil za částku 4,2 milionů eur. V sezónách 2010/11 a 2011/12 vyhrál s Dortmundem ligový titul. V ročníku 2011/12 Borussia zvítězila i v DFB-Pokalu, když ve finále porazila Bayern Mnichov 5:2. Hummels vstřelil ve finále jeden gól.
V prvním utkání osmifinále Ligy mistrů 2012/13 13. února 2013 proti Šachtaru Doněck se vstřeleným gólem podílel na remíze 2:2. V prvním zápase Borussie v semifinále 24. dubna 2013 proti Realu Madrid chyboval nedaleko vlastního pokutového území, z čehož rezultoval vyrovnávající gól Madridu na průběžných 1:1. Nakonec ho to až tolik mrzet nemuselo, Borussia zvítězila rozdílem třídy 4:1 a vytvořila si výbornou pozici do odvety. S Dortmundem se představil 25. května 2013 ve Wembley ve finále Ligy mistrů UEFA proti rivalovi Bayernu Mnichov, Borussia však nejprestižnější evropský pohár nezískala, podlehla Bayernu 1:2. Hummels odehrál utkání v základní sestavě.

### Návrat do Mnichova

#### 2016/2017
Během května 2016 byl doladěn přestup Hummelse do Bayernu Mnichov, v bavorském klubu měl podepsat pětiletou smlouvu. Předchozí zaměstnavatel, Borussia Dortmund, za něj inkasovala částku asi 35 milionů eur, což z Hummelse učinilo nejdražším přestupujícím hráčem německé ligy, jehož smlouva měla rok před vypršením.
V polovině srpna se Bayern utkal o německý superpohár s Borussií Dortmund a tento souboj vyhrál 2:0. Samotný Hummels se musel popasovat s nezvyklou rolí pravého stopera vedle Javiho Martíneze, obvykle totiž hraje stopera nalevo.
O několik dní později vstřelil první gól za Bayern a pomohl tím vyhrát zápas Poháru DFB 5:0 na hřišti neprvoligového klubu Carl Zeiss Jena.
Proti Leverkusenu 26. listopadu dal hlavou první ligový gól za Bayern a tento gól přiřkl jeho týmu výhru 2:1.
Při březnovém vítězném zápase 24. kola s Eintrachtem Frankfurt (3:0) na sebe upozornil skvělým a na sociálních sítích opěvovaným obranným zákrokem, během něhož zabránil skórovat útočníkovi soupeře Branimiru Hrgotovi.
V dubnu jej potíže s kotníkem vyřadili z nominace na první zápas čtvrtfinále proti Realu Madrid,
do venkovní odvety hrané 18. dubna se ovšem zotavil a patřil k nejlepším na trávníku. Bavorské mužstvo sahalo po postupu, v prodloužení ale neuspělo a bylo po porážce 2:4 vyřazeno.
Po výhře 6:0 nad Wolfsburgem 29. dubna (31. kolo) vybojoval Bayern Mnichov rekordní pátý titul v řadě.

#### 2017/2018
Proti svému bývalému týmu se postavil 5. srpna v souboji o německý superpohár, který Bayern ukořistil až v penaltovém rozstřelu.
Navzdory venkovní porážce ve třetím ligovém zápase na hřišti Hoffenheimu byl Hummels oporou středu obrany, po jehož pravici se střídali Jérôme Boateng, Javi Martínez a Niklas Süle.
Ve druhém skupinovém zápase Ligy mistrů jej trenér Carlo Ancelotti posadil, tento tah se ovšem nevyplatil, neboť Bayern Mnichov prohrál skupinový zápas na hřišti PSG rekordně 0:3, což vedlo k Ancelottiho odvolání.
Mužstvo převzal Jupp Heynckes, který Hummelse nasadil do třetího zápasu skupiny proti Celtiku. Obránce se mu odvděčil gólem hlavou, Bayern doma vyhrál 3:0.
V domácím prostředí čelil 31. března Borussii Dortmund, výhra 6:0 Bavory přiblížila zisku titulu. Pro Hummelse šlo o jubilejní 50. soutěžní klání ve dresu Bayernu Mnichov.
Další kolo 7. dubna proti Augsburg pět kol před koncem proseděl mezi náhradníky. Jeho spoluhráči na hřišti vyhráli a vybojovali titul německého mistra.
Při výhře 4:1 nad Eintrachtem Frankfurt 28. dubna prvně za své působení v Mnichově navlékl kapitánskou pásku.
Na konci dubna čelil Realu Madrid, pro Bayern Mnichov byla ovšem v semifinále konečná. Domácí první zápas zvládli hosté výhrou 2:1. Sportovní média Hummelse hodnotila spíše pozitivně, zejména jeho dirigování obrany jako celku a za držení kroku s Cristianem Ronaldem.
Odveta skončila nerozhodně 2:2, obrana však doplácela na nesoulad mezi Hummelsem a jeho kolegou Sülem.

#### 2018/2019
Proti RB Leipzig 19. prosince 2018 odehrál Hummels své 100. utkání za Bayern Mnichov, který v utkání ligy vyhrál 1:0.

### Návrat na Signal Iduna Park
V letním přestupovém 2019 se Mats dohodl se svým bývalým klubem Borussií Dortmund a vrátil se tak po třech letech na Iduna Park. Dortmund svého bývalého hráče odkoupil od svého rivala za 38 milionu eur.
Vzájemné utkání Borussie Dortmund s Bayernem ale kvůli zranění nestihl, navzdory tomu jeho staronový tým zvítězil 2:0.
Hummels stvrdil svůj návrat dne 17. srpna 2019, kdy jej trenér Lucien Favre postavil do základní sestavy úvodního ligového střetu proti Augsburgu.
V mužstvu mu byla svěřena role třetího kapitána.
Když nastoupil 27. listopadu 2021 k venkovnímu duelu Borussie s Wolfsburgem, dosáhl na třetí stovku zápasů v Bundeslize. V základní sestavě pomohl vyhrát 3:1.
V pořadí 400. utkání v nejvyšší lize Německa odehrál proti Mönchengladbachu dne 11. listopadu 2022, mezi aktivními hráči mu po Manuelu Neuerovi, Thomasu Müllerovi a Oliveru Baumannovi náleželo čtvrté místo. V souboji Borussií však ze hřiště odcházel po výsledku 2:4 jako poražený. Po řadě osmi vítězných ligových duelů nadešlo jubilejní 100. Revierderby v rámci Bundesligy mezi Schalke a Borussií, které 11. března 2023 po remíze 2:2 zbrzdilo tažení Borussie na titul. Během střetnutí s Bayernem odehraném 1. dubna nezabránil prohře 2:4, které připravilo Borussii o desetizápasovou ligovou neporazitelnost a po které ji Bayern vystřídal v čele tabulky. Borussia se posléze vrátila do čela a před závěrečným utkáním 34. kola měla k titulu blíže. Proti Mohuči 27. května hráči Borussie remizovali 2:2 a nabídnutou příležitost využil Bayern, který je po výhře předskočil a opět obhájil. Obdobně jako další zkušený hráč v kabině Marco Reus prodloužil smlouvu, a to o jeden další rok.

### AS Řím
V létě 2024 podepsal jednoletý kontrakt s možností opce na další rok v italském AS Řím, čímž se stal teprve sedmým hráčem německé národnosti v historii klubu.

Dne 4. dubna 2025 ohlásil svůj záměr ukončit aktivní hráčskou kariéru na konci sezóny 2024/25.

## Reprezentační kariéra
Nastupoval za německé mládežnické reprezentace.
Trenér Horst Hrubesch jej nominoval na Mistrovství Evropy hráčů do 21 let 2009 kopané ve Švédsku, kde mladí Němci získali svůj premiérový titul v této kategorii.
V seniorské reprezentaci Německa debutoval 13. května 2010 pod trenérem Löwem v domácím zápase s Maltou, když nastoupil na druhý poločas za jiného obránce Serdara Tasciho.

### EURO 2012

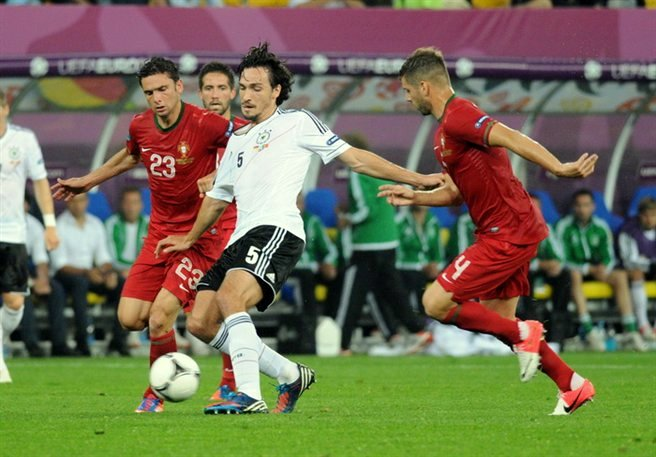
Mats Hummels v turnajovém zápase s Portugalskem (9. června 2012)

Hrál na evropském turnaji EURO 2012 v Polsku a na Ukrajině, kde Německo získalo bronzové medaile. Ač se o základní sestavu hlásil také Per Mertesacker, sestavil trenér Joachim Löw stoperské duo z dvojice Hummels–Badstuber. První zápas takzvané „skupiny smrti“ sehrálo Německo 9. června s Portugalskem a vzešlo z něho jako vítěz výsledkem 1:0. Hummels podal skvělý výkon a pomohl národnímu týmu k prvním čistému kontu po více než roce. Německé brankoviště bylo díky obraně nepropustné i 13. června při střetnutí s Nizozemskem. Ačkoliv Hummels své dvě střelecké příležitosti po začátku druhého poločasu nevyužil, vyhrálo Německo 2:0 a přiblížilo se postupu mezi nejlepší osmici. Ve třetím skupinovém zápase s Dánskem 17. června pomohl postoupit do čtvrtfinále po výhře 2:1, která Německu zaručila první místo s devíti body. Na webu WhoScored.com byl zahrnut do nejlepší jedenáctky skupinových zápasů, ve statistice přerušených akcí (interceptions) byl se 13 přerušeními na děleném prvním místě.
Výkonnostní pokles pro Hummelse nenastal ani 22. června ve čtvrtfinále proti Řecku, ve kterém Německo zvítězilo 4:2. Nad síly německého týmu byla Itálie, která soupeři 28. června uštědřila porážku 2:1. Samotný Hummels měl gólovou příležitost, v obraně však na rozdíl od předchozích zápasů nevynikl a v jednom případě dopustil gólový centr Antonia Cassana.
Do oficiálního nejlepšího výběru turnaje UEFA tvořeného 23 fotbalisty se nevměstnal, do své ideální jedenáctky jej ovšem zvolili například čtenáři britského The Guardian či fotbalový expert Garth Crooks. Německý obránce měl statisticky nejvyšší úspěšnost (81,1%) v hlavičkových soubojích ze všech hráčů Eura.

### Mistrovství světa 2014

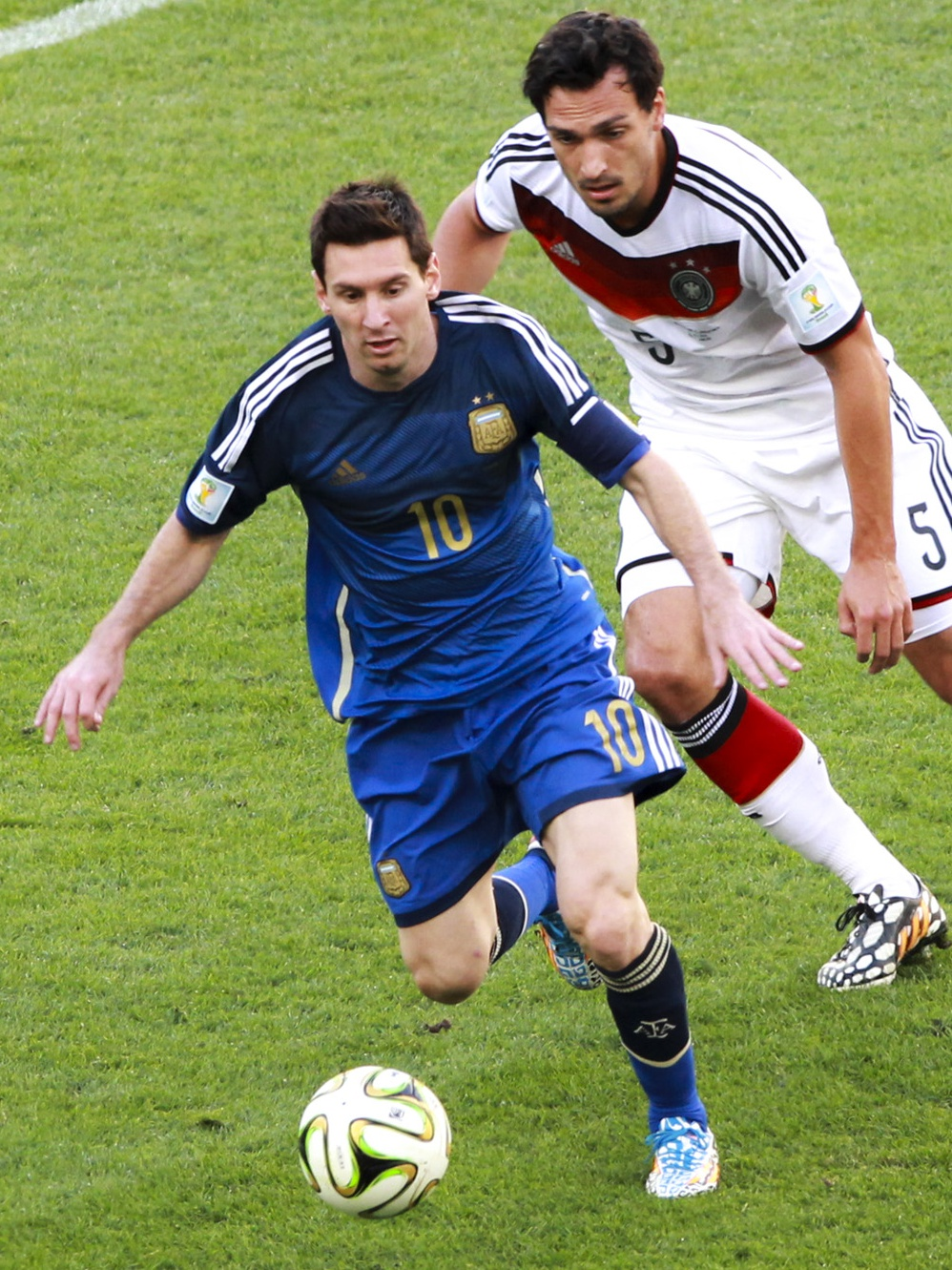
Ve finále mistrovství světa si Hummels musel poradit s Lionelem Messim (13. července 2014)

Trenér Joachim Löw jej vzal na Mistrovství světa 2014 v Brazílii. Němci postoupili ze základní skupiny G se 7 body z prvního místa po výhře 4:0 s Portugalskem, remíze 2:2 s Ghanou a výhrou 1:0 s USA. Hummels vstřelil jeden gól proti Portugalsku.
V osmifinále Němci vyřadili Alžírsko po výsledku 2:1 po prodloužení a ve čtvrtfinále Francii 1:0. Vítězný gól Francouzům vstřelil hlavou Hummels. S týmem získal zlaté medaile po finálové výhře 1:0 proti Argentině.

### EURO 2016
Trenér Joachim Löw jej zařadil do závěrečné 23členné nominace na EURO 2016 ve Francii. Němci získali na turnaji bronzové medaile, v semifinále je vyřadila domácí Francie po výsledku 0:2.

### Cesta na světové mistrovství
Na červencový Konfederační pohár FIFA 2017 pořádaný Ruskem neodcestoval, neboť trenér Löw navzdory mediální kritice vsadil na mladé hráče. Německo na turnaji zvítězilo.
Kapitánskou pásku si na mezinárodní úrovni poprvé navlékl 10. listopadu 2017 v zápase proti Anglii na jejím stadionu ve Wembley. Ve tříčlenné obraně dovedl mužstvo k remíze 1:1.

### Mistrovství světa 2018
Hummels se zúčastnil Mistrovství světa 2018 v Rusku, kde bylo Německo vyřazeno již ve skupině.
Roku 2019 oznámil reprezentační trenér Joachim Löw za podpory německého svazu svůj úmysl nepovolávat zkušené opory Hummelse, Müllera a Boatenga a přenechat v kvalifikaci na EURO 2020 místo mladším hráčům.

### EURO 2020
Hummels odehrál první skupinový zápas Německa proti Francii, ve kterém vlastním gólem ve 20. minutě rozhodl o výsledku 0:1 pro soupeře. V tomto ohledu tak „navázal“ na Bertiho Vogtse, do té doby posledního Němce s vlastním gólem na kontě na závěrečném mistrovství, který vlastní gól zaznamenal v zápase s Rakouskem na mistrovství světa 1978. Následně se 19. června postavil do tříčlenné obrany po boku Antonia Rüdigera a Matthiase Gintera, aby čelil Portugalsku a pomohl vyhrát 4:2. Postup do osmifinále ze druhé příčky zaručila remíza 2:2 s Maďarskem 23. června. Hummels, jehož start byl kvůli drobnému zranění nejistý, nastřelil brankovou konstrukci a jeho pozdější hlavičku proměnil jeho ofenzivní spoluhráč Kai Havertz v gól. Osmifinálové vyřazení od domácí Anglie 29. června bylo prvním turnajovým vyřazením od Ostrovanů od Anglií pořádaného mistrovství světa 1966. Samotný Hummels patřil k nejlepším hráčům týmu a bránil soupeřova útočníka Harryho Kanea.

## Úspěchy

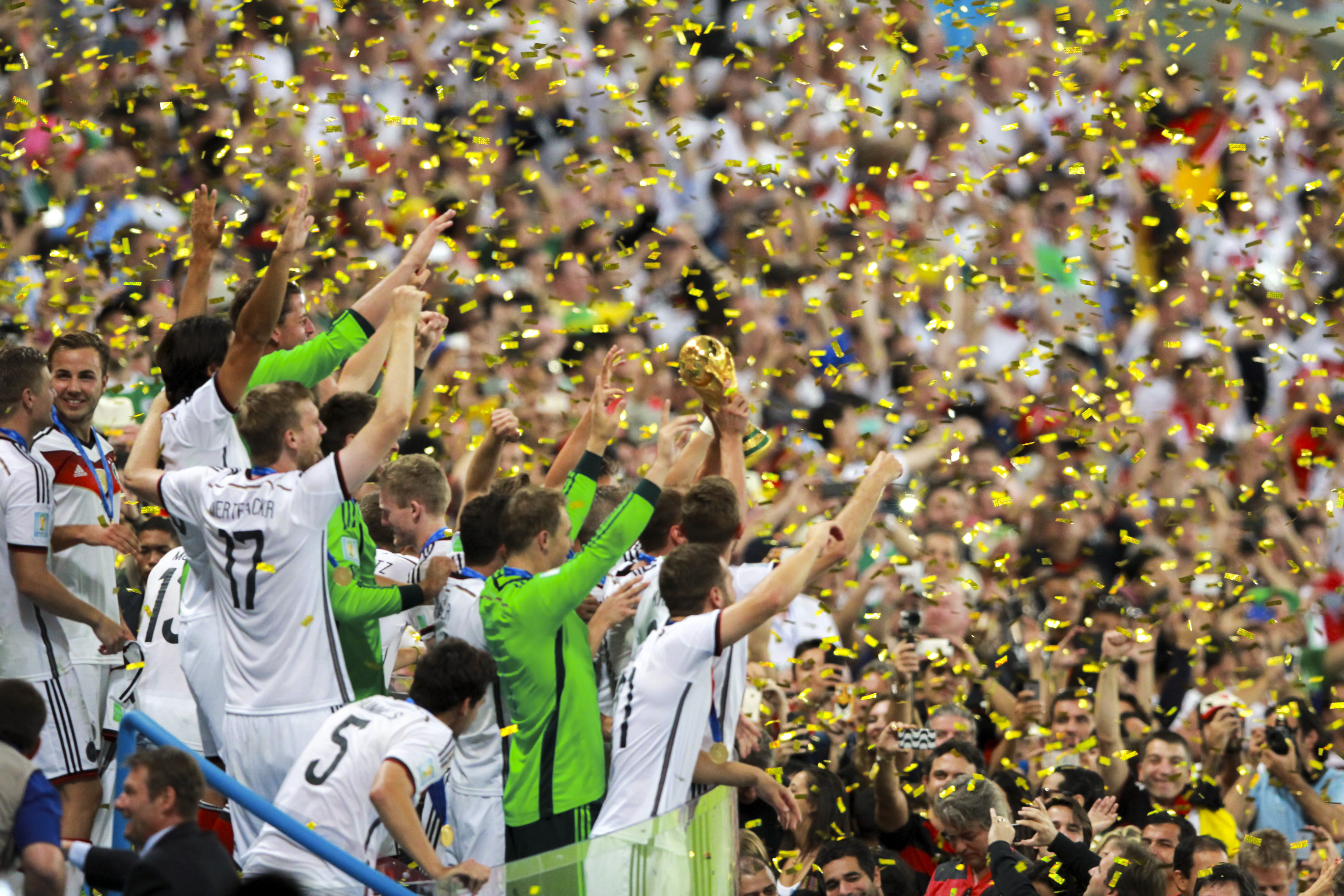
Němci slavící zlaté medaile na mistrovství světa. Mats Hummels je vidět s dresem s číslem 5 držící se zábradlí (13. července 2014)

### Klubové
Borussia Dortmund
- Bundesliga (2× vítěz)

2010/11, 2011/12
- DFB-Pokal (2× vítěz)

2011/12, 2020/21
- DFL-Supercup (3× vítěz)[71]

2013, 2014, 2020
Bayern Mnichov
- Bundesliga (4× vítěz)

2007/08, 2016/17, 2017/18, 2018/19
- DFB-Pokal (1× vítěz)

2018/19
- DFL-Supercup (3× vítěz)

2016, 2017, 2018

### Reprezentační
Německo U21
- Mistrovství Evropy U21 – 1. místo (2009)

Německo
- Mistrovství světa (2014 – 1. místo)
- Mistrovství Evropy (2012 – 3. místo, 2016 – 3. místo)

### Individuální
- Tým roku podle ESM: 2010/11,[72] 2011/12[73]
- FIFA Tým hvězd mistrovství světa (FIFA World Cup All-Star Team): 2014[74]
- FIFA Tým snů mistrovství světa (FIFA World Cup Dream Team): 2014[75]
- Nejlepší sestava sezóny Evropské ligy UEFA: 2015/16[76]
- Tým sezóny Bundesligy: 2012/13,[zdroj?] 2013/14,[77] 2015/16,[78] 2016/17,[zdroj?] 2017/18,[79] 2020/21[80]
- Tým sezóny Bundesligy podle kickeru – 2017/18,[81] 2019/20[82]

## Osobní život
V srpnu 2017 podpořil fotbalistu Juana Manuela Matu a Matovu charitativní výzvu Common Goal, při které fotbalisti darují jedno procento ze svého platu.